# Монторио (Пистоја)
Монторио је насеље у Италији у округу Пистоја, региону Тоскана.
Према процени из 2011. у насељу је живело 61 становника. Насеље се налази на надморској висини од 176 м.